# Потяг у завтрашній день
«Потяг у завтрашній день» (рос. «Поезд в завтрашний день») — радянський історико-революційний фільм, присвячений переїзду Радянського уряду з Петроград в Москву навесні 1918 року.

## Сюжет
Фільм присвячений подіям березня 1918 року, між VII з'їздом партії і Надзвичайним IV з'їздом Ради, в період запеклої боротьби навколо укладення Брестського миру. У центрі подій — дві доби з життя країни, коли Рада Народних Комісарів, в повному складі завантажившись в секретний ешелон — екстрений потяг № 4001, відправився зі столиці революції Петрограда в нову столицю — Москву. Один з ключових епізодів — запекла суперечка між Леніним і Бухаріним з приводу підписання Брестського миру. За деякими даними, саме він став причиною заборони фільму, який з тих пір жодного разу не демонструвався на екрані, потрапивши в категорію «поличних».

## У ролях
- Микола Засухін —  Ленін
- Емма Попова —  Надія Крупська
- Олексій Сафонов —  Микола Бухарін
- Армен Джигарханян — Прош Прош'ян
- Володимир Татосов — Свердлов
- Валентина Березуцька —  Марія Ульянова
- Родіон Александров —  Луначарський
- Валентина Ананьїна —  контужена
- Володимир Кашпур —  Полупарнієв
- Людмила Максакова —  Лідія Конопльова
- Геннадій Юхтін —  Яковлєв
- Микола Романов —  працівник Раднаркому
- Микола Сморчков —  працівник Раднаркому
- Тамара Яренко —  працівник Раднаркому
- Володимир Покровський —  епізод
- Лев Поляков — працівник Раднаркому
- Юлія Цоглин — епізод
- Валентина Березуцька —  Марія Іллівна Ульянова
- Віра Бурлакова — працівниця Раднаркому

## Знімальна група
- Режисер — Віллен Азаров
- Сценаристи — Олександр Борщаговський, Володимир Сутирін
- Оператор — Марк Дятлов
- Композитор — Олександр Флярковський
- Художник — Семен Ушаков